# Jaakko Perheentupa
Jaakko Pentti Perheentupa, född 7 mars 1934 i Euraåminne, är en finländsk barnläkare.
Perheentupa blev medicine och kirurgie doktor 1967. Han utnämndes 1973 till biträdande professor och var 1984–1999 professor i pediatrik vid Helsingfors universitet. Han har bland annat ägnat sig åt ärftliga sjukdomar och är känd för sitt trappdiagram visande när och av vem de enskilda sjukdomarna typiska för Finland beskrivits.
Perheentupa utsågs till hedersdoktor vid Uppsala universitet 2001.  